# Акбасти
Акбасти́ (каз. Ақбасты) — село у складі Аральського району Кизилординської області Казахстану. Адміністративний центр та єдиний населений пункт Куландинського сільського округу.
Населення — 420 осіб (2021; 491 у 2009, 511 у 1999, 628 у 1989).